# Revinge socken
Revinge socken i Skåne ingick i Torna härad, ingår sedan 1974 i Lunds kommun och motsvarar från 2016 Revinge distrikt. 
Socknens areal är 16,71 kvadratkilometer varav 14,99 land. År 2000 fanns här 566 invånare.  Övningsfältet Revingehed samt tätorten Revingeby med sockenkyrkan Revinge kyrka ligger i socknen. 

## Administrativ historik
Socknen har medeltida ursprung. 
Vid kommunreformen 1862 övergick socknens ansvar för de kyrkliga frågorna till Revinge församling och för de borgerliga frågorna bildades Revinge landskommun. Landskommunen uppgick 1952 i Södra Sandby landskommun som uppgick 1974 i Lunds kommun. Församlingen uppgick 2006 i Södra Sandby församling.
1 januari 2016 inrättades distriktet Revinge, med samma omfattning som församlingen hade 1999/2000.
Socknen har tillhört län, fögderier, tingslag och domsagor enligt vad som beskrivs i artikeln Torna härad. De indelta soldaterna tillhörde Södra skånska infanteriregementet och Skånska dragonregementet, Torna skvadron, Sallerups kompani.

## Geografi
Revinge socken ligger öster om Lund med Kävlingeån i norr och Krankesjön i sydost. Socknen är en slättbygd.

## Fornlämningar
Cirka 15 boplatser från stenåldern är funna.

## Namnet
Namnet skrevs 1468 Rebinge och kommer från kyrkbyn. Efterleden är inbyggarbeteckningen inge. Förleden kan vara rep syftande på det smala partiet mellan Kävlingeån och Krankesjön..